# Florian Bitterlich
Florian Bitterlich (* 29. November 1984) ist ein ehemaliger deutscher Handballspieler.
Bitterlich begann das Handballspielen beim TuS Esingen in der F-Jugend. Später spielte der Rückraumspieler mit der Esingen-Herrenmannschaft in der Hamburger-Oberliga. In der Saison 2006/07 gelang ihm mit Esingen der Aufstieg in die Regionalliga, wobei Bitterlich mit 181 Treffern einen entscheidenden Anteil am Erfolg hatte. Im Sommer 2007 wechselte Bitterlich zum Zweitligisten TSV Altenholz, wobei er aufgrund eines Doppelspielrechts weiterhin für Esingen spielberechtigt war. In zwei Spielzeiten in Altenholz erzielte er in insgesamt 64 Zweitligapartien 51 Treffer. Im Jahr 2009 wechselte er zum damaligen Oberligisten SV Henstedt-Ulzburg. Mit dem SVHU stieg er 2010 in die 3. Liga und 2012 sowie 2014 in die 2. Bundesliga auf. Ab der Saison 2016/17 lief er für den Hamburg-Ligisten HTS/BW96 auf.